# Tatárföld
A Tatár Köztársaság (vagy Tatárföld, Tatársztán, oroszul Республика Татарстан, tatárul Татарстан Республикасы) az Oroszországi Föderáció egyik köztársasága. Fővárosa és egyben legnépesebb városa Kazany. A köztársaság nem-hivatalos mottója: Buldırabız! (magyarul Képesek vagyunk rá!).

## Neve
Egy másik elnevezése a Tatarstan Cömhüriäte / Татарстан Җөмһүрияте, a Cömhüriäte is egy török kifejezés, ami köztársaságot jelent, de ez az elnevezés nem hivatalos. A köztársaság hivatalos neve – romanizált alakban – Respublika Tatarstan. Régi orosz alakban még a Татария (Tatariya) szó használatos, amely a Szovjetunió fennállása alatt volt hivatalos.

## Története

### A középkorban

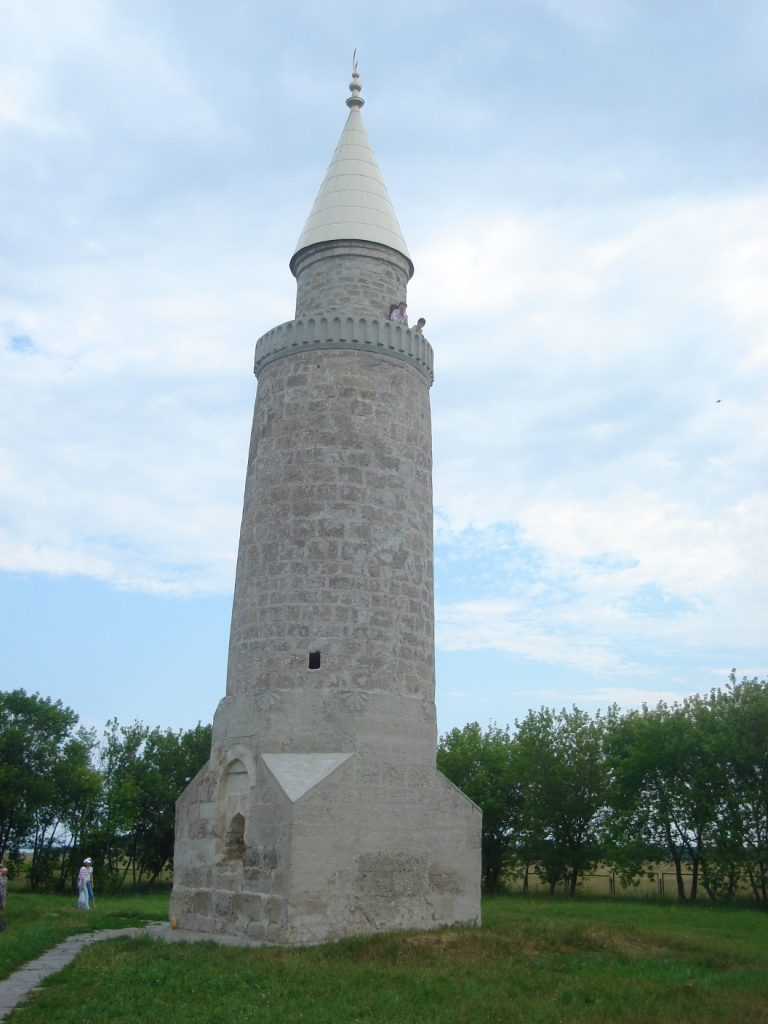
A Kisminaret Bolgar városában

A legelső ismert államalakulat a térségben a Volgai Bolgárország volt (660–1238). A volgai bolgárok jelentős kereskedelmi kapcsolatokkal rendelkeztek Eurázsiával, a Közel-Kelettel és a Baltikummal, így olyan népekkel léptek kapcsolatba, mint a kazárok, a kunok, vagy a Kijevi Rusz népe. Az iszlám vallás bagdadi hittérítők hatására hamar elterjed a nép körében Ibn Fadlán idejében (922 körül). A Volgai Bolgár uralom végül kénytelen volt behódolni Batu kán seregei előtt a 13. században. A lakosság az Arany Horda török–mongol, kipcsak nyelvű katonáival keveredve teremtette meg a ma ismert volgai tatár népességet. Az 1430-as években a terület a Kazáni Kánság alapjaként megint független lett, ekkor alapították a mai fővárost, Kazanyt, 170 km-re északra a romos régi fővárostól, Bolgártól. Az 1550-es években IV. Iván orosz cár seregei támadták meg Kazanyt, majd 1552-ben a város elesett. Néhány tatárt erőszakosan a keresztény hitre térítettek és elkezdtek pravoszláv templomokat építeni a fővárosban. 1593-ra az összes mecsetet lerombolták. Megtiltották újabb mecsetek építését, ez a tilalom a 18. századig fennállt, majd II. Katalin törölte el ezt. Az első mecset ezek után 1766–1770 között épült.

### Modern időkben
A 19. századra Tatárföld a dzsadidizmus központja lett, egy vallásilag toleráns muszlim terület. Ebben a békében újították fel kapcsolataikat az Orosz Birodalom több népével.
Az 1918–1920-as polgárháború alatt a tatárok megpróbálták kivívni a függetlenségüket (Volga-Urál Állam néven). Végül 1920. május 27-én kikiáltották a Tatár Autonóm Szovjet Szocialista Köztársaságot. Az ekkor megállapított határok nem foglalták magukba az összes volgai tatárt.

### Tatárföld ma
1992-ben Tatárföldön népszavazást tartottak és kikiáltották az Oroszországtól való függetlenségüket. A szavazók 62%-a szavazott így. 1994. február 15-én aláírták az Oroszországi Föderáció kormánya és a Tatár Köztársaság kormánya közötti nyilatkozatot a jogkörök csökkentéséről. Ez a nyilatkozat Tatárföld függetlenségének ideiglenes elismerését jelentette.[forrás?]
Autonómiatörekvéseiket 2007 februárjában az orosz parlament felsőháza elutasította. Jelenleg Oroszország része.

## Helye

### Fekvése

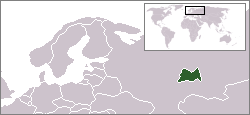
Tatárföld elhelyezkedése

Tatárföld a Kelet-európai-síkságon fekszik, fővárosa kb. 800 km-re keletre van Moszkvától. A Volga és a Káma között helyezkedik el.
Szomszédos területei: a Kirovi terület (északra), az Udmurt Köztársaság (északra és északkeletre), Baskíria (keletre, délkeletre), az Orenburgi terület (délkeletre), a Szamarai terület (délre), az Uljanovszki terület (délre, délnyugatra), Csuvasföld (nyugatra) és Mariföld (nyugatra, északnyugatra).
Legmagasabb pontja: 343 méter. Legnagyobb távolsága észak-déli irányban 290 km, kelet-nyugati irányban 460 km.

### Időzónája

Tatárföld városai

Tatárföld a Moszkvai időzónában (MSK) fekszik.
UTC-hez viszonyítva +3 (MSK)

### Folyói
A tatár nevek zárójelben megadva.
- Belaja (Агыйдел / Ağidel)
- Káma (Чулман / Çulman)
- Volga (Идел / İdel)
- Ik (Ык / Iq)
- Vjatka (Нократ / Noqrat)

### Tavai
A Kámán több víztározó épült, néhol 40 km szélességben is. A legnagyobbak:
- Kujbisevi-víztározó
- Nyizsnyekamszki-víztározó

Legnagyobb tava a Kaban-tavak rendszere.

### Természeti kincsei
Tatárföld földgázban, gipszben és még számos ásványi kincsben gazdag terület.

### Éghajlata
- Az átlagos januári középhőmérséklet −16 °C.
- Hosszú  a tél, a folyók, tavak általában november végétől áprilisig befagynak.
- Az átlagos júliusi középhőmérséklet 19 °C.
- Az átlagos évi csapadékmennyiség max. 500 mm.

## Lakosság
- Lakosság: 3 779 265 (2002)
  - Városi lakosság: 2 790 661 (73,8%)
  - Vidéki lakosság: 988 604 (26,2%)
  - Férfi: 1 749 050 (46,3%)
  - Nő: 2 030 215 (53,7%)
- 1000 férfira jutó nők száma: 1161
- Átlagéletkor: 36,5 év
  - Városban: 35,7 év
  - Vidéken: 38,7 év
  - Férfiak: 33,8 év
  - Nők: 38,8 év
- Háztartások száma: 1 305 360 (3 747 267 lakosra számítva)
  - Városban: 970 540 (2 762 818 lakos)
  - Vidéken: 334 820 (984 449 lakos)
- Demográfiai adatok (2005)
  - Születések: 36 967 (születési ráta 9,8)
  - Halálozások: 51 841 (halálozási ráta 13,8)

## Etnikai csoportok
A 2002-es orosz népszámlálási adatok szerint a lakosság etnikai összetétele a következő:tatárok 52,92%, oroszok 39,49%, csuvasok 3,35%, udmurtok 0,64%, ukránok 0,64%, mordvinok 0,63%, marik 0,50%, krjasen tatárok 0,50%, baskírok 0,39%, azeriek 0,26%, fehéroroszok 0,16%, örmények 0,16%, üzbégek 0,13%, tádzsikok 0,10%, zsidók 0,09%, németek 0,08%, kazakok 0,05%, grúzok 0,05%, moldávok 0,03%, romák 0,02%, lezgek 0,02% és további, 800 főnél kisebb csoportok.  A lakosság 0,02%-a nem válaszolt az etnikai hovatartozásról szóló kérdésre a népszámláláskor.
|          | 1926-os népszámlálás | 1939-es népszámlálás | 1959-es népszámlálás | 1970-es népszámlálás | 1979-es népszámlálás | 1989-es népszámlálás | 2002-es népszámlálás |
| -------- | -------------------- | -------------------- | -------------------- | -------------------- | -------------------- | -------------------- | -------------------- |
| Tatárok  | 1,263,383 (48,7%)    | 1,421,514 (48,8%)    | 1,345,195 (47,2%)    | 1,536,430 (49,1%)    | 1,641,603 (47,6%)    | 1,765,404 (48,5%)    | 2,000,116 (52,9%)    |
| Oroszok  | 1,118,834 (43,1%)    | 1,250,667 (42,9%)    | 1,252,413 (43,9%)    | 1,382,738 (42,4%)    | 1,516,023 (44,0%)    | 1,575,361 (43,3%)    | 1,492,602 (39,5%)    |
| Csuvasok | 127,330 (4,9%)       | 138,935 (4,8%)       | 143,552 (5,0%)       | 153,496 (4,9%)       | 147,088 (4,3%)       | 134,221 (3,7%)       | 126,532 (3,3%)       |
| Egyéb    | 84,485 (3,3%)        | 104,161 (3,6%)       | 109,257 (3,8%)       | 112,574 (3,6%)       | 140,698 (4,1%)       | 166,756 (4,6%)       | 160,015 (4,2%)       |

A köztársaság hivatalos nyelvei az orosz és a tatár. 2002 óta a hivatalos írás a cirill.

## Közigazgatás

### Városok

#### Köztársasági jelentőségű városok[2]
- Kazany, a köztársaság fővárosa,
- Aznakajevo
- Almetyjevszk
- Bavli
- Bugulma
- Buinszk
- Jelabuga
- Zainszk
- Zelenodolszk
- Leninogorszk
- Naberezsnije Cselni
- Nyizsnyekamszk
- Nurlat
- Csisztopol

#### Egyéb (járási jelentőségű) városok
- Agriz
- Arszk
- Innopolisz
- Kukmor
- Laisevo
- Mamadis
- Mengyelejevszk
- Menzelinszk
- Bolgar
- Tyetyusi

### Járások
A közigazgatási járások neve, székhelye és 2010. évi népességszáma az alábbi:
| Magyar név                   | Orosz név               | Székhely                          | Lélekszám |
| ---------------------------- | ----------------------- | --------------------------------- | --------- |
| Agrizi járás                 | Агрызский район         | Agriz                             | 36 626    |
| Akszubajevói járás           | Аксубаевский район      | Akszubajevo                       | 32 161    |
| Aktanisi járás               | Актанышский район       | Aktanis                           | 31 971    |
| Alekszejevszkojei járás      | Алексеевский район      | Alekszejevszkoje                  | 26 236    |
| Alkejevói járás              | Алькеевский район       | Bazarnije Mataki                  | 19 991    |
| Almetyjevszki járás          | Альметьевский район     | Almetyjevszk                      | 51 100    |
| Apasztovói járás             | Апастовский район       | Apasztovo                         | 21 627    |
| Arszki járás                 | Арский район            | Arszk                             | 51 667    |
| Atnyai járás                 | Атнинский район         | Bolsaja Atnya                     | 13 650    |
| Aznakajevói járás            | Азнакаевский район      | Aznakajevo                        | 29 694    |
| Baltaszi járás               | Балтасинский район      | Baltaszi                          | 33 879    |
| Bavli járás                  | Бавлинский район        | Bavli                             | 14 161    |
| Bogatije Szabi-i járás       | Сабинский район         | Bogatije Szabi                    | 31 038    |
| Kajbici járás                | Кайбицкий район         | Bolsije Kajbici                   | 14 898    |
| Bugulmai járás               | Бугульминский район     | Bugulma                           | 22 261    |
| Buinszki járás               | Буинский район          | Buinszk                           | 25 101    |
| Cseremsani járás             | Черемшанский район      | Cseremsan                         | 20 361    |
| Csisztopoli járás            | Чистопольский район     | Csisztopol                        | 19 406    |
| Jelabugai járás              | Елабужский район        | Jelabuga                          | 10 904    |
| Jutazai járás                | Ютазинский район        | Urusszu                           | 21 615    |
| Kamszkoje Usztyje-i járás    | Камско-Устьинский район | Kamszkoje Usztyje                 | 16 904    |
| Kukmori járás                | Кукморский район        | Kukmor                            | 52 021    |
| Laisevói járás               | Лаишевский район        | Laisevo                           | 36 516    |
| Leninogorszki járás          | Лениногорский район     | Leninogorszk                      | 22 700    |
| Mamadisi járás               | Мамадышский район       | Mamadis                           | 45 005    |
| Mengyelejevszki járás        | Менделеевский район     | Mengyelejevszk                    | 30 377    |
| Menzelinszki járás           | Мензелинский район      | Menzelinszk                       | 29 359    |
| Muszljumovói járás           | Муслюмовский район      | Muszljumovo                       | 21 884    |
| Novosesminszki járás         | Новошешминский район    | Novosesminszk                     | 14 179    |
| Nurlati járás                | Нурлатский район        | Nurlat                            | 27 519    |
| Nyizsnyekamszki járás        | Нижнекамский район      | Nyizsnyekamszk                    | 37 860    |
| Pesztreci járás              | Пестречинский район     | Pesztreci                         | 29 023    |
| Ribnaja Szloboda-i járás     | Рыбно-Слободский район  | Ribnaja Szloboda                  | 27 630    |
| Szarmanovói járás            | Сармановский район      | Szarmanovo                        | 36 681    |
| Szpasszki járás              | Спасский район          | Bolgar                            | 20 554    |
| Sztaroje Drozzsanoje-i járás | Дрожжановский район     | Sztaroje Drozzsanoje              | 25 753    |
| Tukaj járás                  | Тукаевский район        | Naberezsnije Cselni               | 36 561    |
| Tyetyusi járás               | Тетюшский район         | Tyetyusi                          | 24 875    |
| Tyuljacsi járás              | Тюлячинский район       | Tyuljacsi                         | 14 273    |
| Verhnyij Uszlon-i járás      | Верхнеуслонский район   | Verhnyij Uszlon                   | 16 641    |
| Viszokaja Gora-i járás       | Высокогорский район     | Viszokaja Gora vasútállomás telep | 43 207    |
| Zainszki járás               | Заинский район          | Zainszk                           | 15 978    |
| Zelenodolszki járás          | Зеленодольский район    | Zelenodolszk                      | 60 878    |

## Politikai élet
A köztársaság első elnöke Mintimer Sajmijev (tatár: Mintimer Şäymiev, oroszul: Минтимер Шарипович Шаймиев) volt, aki 1991-től töltötte be ezt a tisztséget. Utoljára 2005. március 25-én választották újra, négyéves időszakra. 2010. március 25-től a köztársaság elnöke Rusztam Minnyihanov.
2022. decemberében Tatárföld Államtanácsa elfogadta a köztársaság alkotmányának módosításait, amelyek értelmében a köztársaság legfőbb méltóságát az eddigi elnök helyett raisznak (vezető, fő) fogják nevezni. Ezt a szövetségi törvény írja elő, de a régió mindeddig ellenezte az átnevezést. A 2025-ig hivatalban lévő Rusztam Minnyihanov még megtarthatja az elnök elnevezést.
Tatárföld egykamarás parlamenttel (Däwlät Sovetı, Государственный Совет) rendelkezik, ahol 100 képviselőnek jut hely: 50 a pártok képviselőinek, és 50 az ország különböző részéből küldött képviselőknek. Az országgyűlés elnöke Farid Muhametsin (tatár: Färit Xäyrulla ulı Möxämmätşin, oroszul: Фарид Хайруллович Мухаметшин).

## Gazdasága
Tatárföld Oroszország egyik leggazdagabb köztársasága, főként az olajiparnak köszönhetően. Az 1960-as években a Szovjetunió egyik vezető olajellátója volt. A bruttó hazai termék (GDP) 45%-a az iparból származik. a két legnagyobb iparág az olajipar és a gépipar (Kamaz).
Tatárföld 2006-os GDP-je 24 milliárd amerikai dollár volt.

## Kultúrája

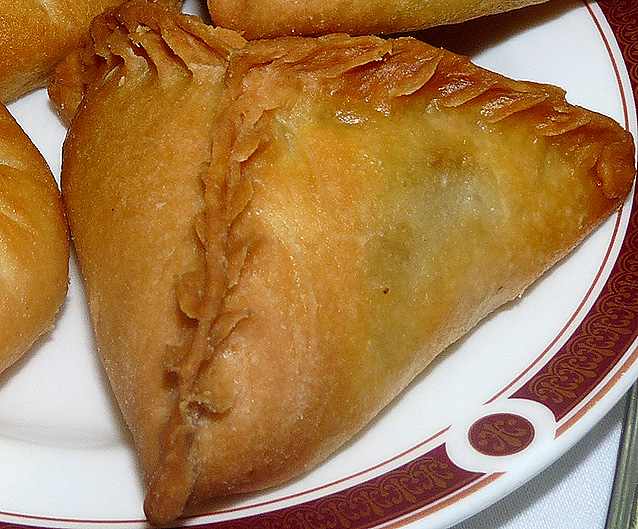
Öçpoçmaq

Egyik jellegzetes étele az öçpoçmaq, ami hússal és burgonyával töltött, háromszög alakú sült tészta.

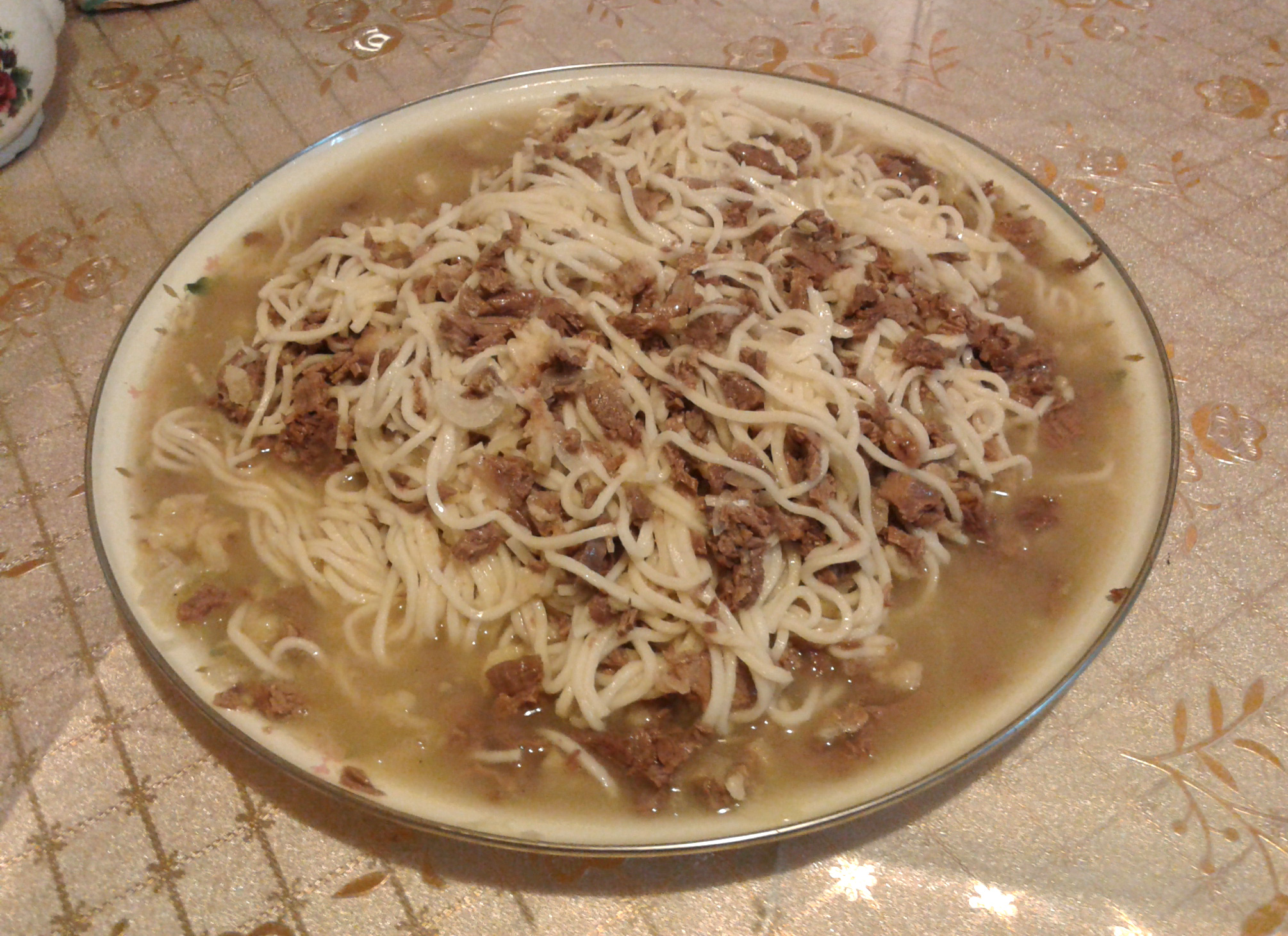
besbarmak, főtt tészta ló- vagy birkahússal, hagymaszószban